# کو بی تینگ
کو شین ین (انگلیسی: Kuo Hsin-yen؛ زادهٔ ۱۶ ژانویه ۱۹۸۴) که بیشتر با نام هنری کو بی تینگ (انگلیسی: Kuo Bea-ting) یا نام انگلیسی بی هایدن (انگلیسی: Bea Hayden) شناخته می‌شود، بازیگر و مدل اهل تایوان است.